# Martinho Campos (ort)
Martinho Campos är en ort i Brasilien.   Den ligger i kommunen Martinho Campos och delstaten Minas Gerais, i den sydöstra delen av landet, 500 km sydost om huvudstaden Brasília. Martinho Campos ligger 679 meter över havet och antalet invånare är 9 197.
Terrängen runt Martinho Campos är platt. Runt Martinho Campos är det glesbefolkat, med 12 invånare per kvadratkilometer..
Omgivningarna runt Martinho Campos är huvudsakligen savann.